# Шильмуша
Шильмуша (разг. — «Шельмуша») — река в Пинежском районе Архангельской области, правый приток Покшеньги. Относится к бассейну Пинеги и Северной Двины (подбассейн — Северная Двина ниже места слияния Вычегды и Малой Северной Двины). Длина реки — 68 км. Река — несудоходная. Впадает в реку Покшеньгу в 13 км от впадения последней в Пинегу. В устье Шильмуши расположена деревня Большое Кротово.

## Притоки
По данным Государственного водного реестра России в Шильмушу впадают следующие реки:
- 13 км от устья: река Рапина (Рапида) — правый приток
- 17 км от устья: река Корга — левый приток
- 30 км от устья: река Паша — левый приток
- 43 км от устья: река Великий — левый приток
- 68 км от устья: река Лапиха — правый приток

## Населённые пункты и дороги
- Большое Кротово — деревня на левом берегу Шильмуши вблизи места впадения Шильмуши в Покшеньгу, в 14 км к юго-западу от села Карпогоры (райцентр) и в 190 км к восток-юго-востоку от Архангельска. Сюда, с переездом через Шильмушу, подходит участок дороги регионального значения 1К-618: Кеврола — Немнюга — Лохново — Большое Кротово.